# 9e étape du Tour de France 2016
Pour un article plus général, voir Tour de France 2016.
La 9e étape du Tour de France 2016 s’est déroulée le dimanche 10 juillet 2016 entre Vielha (Val d'Aran, en Espagne) et Arcalis (en Andorre) sur une distance de 184,5 kilomètres.

## Parcours
Annoncée comme l’étape la plus difficile de ce Tour de France (5 000 mètres de dénivelé positif), une 9e étape dantesque ! Les coureurs ont en eu à grimper des cols, comme le port de la Bonaigua dont le sommet est situé à 2 072 mètres d’altitude, le Port del Cantó (1 718 mètres), le col de Beixalís (1 795 mètres) juste avant d’entamer les pentes vers Ordino-Arcalís (2 240 mètres) où l’arrivée était jugée. Les conditions météo en fin de parcours n’ont pas arrangé la difficulté de l’étape.

## Déroulement de la course
197 coureurs au départ de cette 9e étape. Lancés dès le pied du premier col, Alberto Contador ou encore Alejandro Valverde sont à l’attaque dans un groupe de 23 coureurs. Mais finalement, ces deux hommes n’ont pas obtenu de bon de sortie de la part du peloton et ont fini par se relever pour laisser partir l’échappée.
Ce seront finalement Thomas De Gendt et Thibaut Pinot qui franchiront le col en premier. Le maillot jaune Froome et le peloton groupés sont à près de 7 min.
Et alors qu’il était à l’attaque, Alberto Contador a mis pied à terre à 14 h 24 et à 100 km de l'arrivée. Blessé et fiévreux, le coureur espagnol a tout de même essayé de continuer, sans succès.
Dans l’échappée, les fuyards dont de redoutables grimpeurs étaient présents à l’image de Tom Dumoulin ou encore Thibaut Pinot, totalisant presque 10 minutes d'avance sur le peloton. Avec autant d'écart, la victoire d'étape ne pourra être que dans cette échappée.
Avant même le pied, c’est Dumoulin en grand rouleur qui a faussé compagnie à l’échappée. L’avance étant assez confortable, la victoire allait se jouer au sein du groupe d’attaquant. Au fil de la montée, les conditions sont devenues apocalyptique. Seul en tête, Dumoulin réussi le tour de force de résister au retour des autres échappés : le maillot du meilleur grimpeur Rafal Majka et Rui Faria da Costa. Tom Dumoulin s’est donc offert une victoire de prestige au sommet d’Andorre Arcalis, 10 km d'ascension à plus de 7 % de dénivellation moyenne.
À l’arrière, le nouveau maillot jaune Christopher Froome a tenté de se défaire de semer ses adversaires au général, en vain, pendant les 3 derniers kilomètres, sous une pluie de grêle battant les visages.

## Résultats

### Classement de l'étape
| \| Classement de l'étape \| Classement de l'étape \| Classement de l'étape \| Classement de l'étape \| Classement de l'étape \| \| Coureur \| Coureur \| Pays \| Équipe \| Temps \| \| --------------------- \| --------------------- \| --------------------- \| -------------------------- \| --------------------- \| \| 1er \| Tom Dumoulin \| Pays-Bas \| Giant-Alpecin \| 5 h 16 min 24 s \| \| 2e \| Rui Costa \| Portugal \| Lampre-Merida \| + 38 s \| \| 3e \| Rafał Majka \| Pologne \| Tinkoff \| + 38 s \| \| 4e \| Daniel Navarro \| Espagne \| Cofidis, Solutions Crédits \| + 1 min 39 s \| \| 5e \| Winner Anacona \| Colombie \| Movistar Team \| + 1 min 57 s \| \| 6e \| Thibaut Pinot \| France \| FDJ \| + 2 min 30 s \| \| 7e \| George Bennett \| Nouvelle-Zélande \| LottoNL-Jumbo \| + 2 min 48 s \| \| 8e \| Diego Rosa \| Italie \| Astana \| + 2 min 52 s \| \| 9e \| Mathias Frank \| Suisse \| IAM Cycling \| + 3 min 44 s \| \| 10e \| Adam Yates \| Royaume-Uni \| Orica-BikeExchange \| + 6 min 35 s \| |                |                  |                            |                 |
| |                |                  |                            |                 |
| Source : ProCyclingStats |                |                  |                            |                 |
| Classement de l'étape |                |                  |                            |                 |
| Coureur | Coureur        | Pays             | Équipe                     | Temps           |
| 1er | Tom Dumoulin   | Pays-Bas         | Giant-Alpecin              | 5 h 16 min 24 s |
| 2e | Rui Costa      | Portugal         | Lampre-Merida              | + 38 s          |
| 3e | Rafał Majka    | Pologne          | Tinkoff                    | + 38 s          |
| 4e | Daniel Navarro | Espagne          | Cofidis, Solutions Crédits | + 1 min 39 s    |
| 5e | Winner Anacona | Colombie         | Movistar Team              | + 1 min 57 s    |
| 6e | Thibaut Pinot  | France           | FDJ                        | + 2 min 30 s    |
| 7e | George Bennett | Nouvelle-Zélande | LottoNL-Jumbo              | + 2 min 48 s    |
| 8e | Diego Rosa     | Italie           | Astana                     | + 2 min 52 s    |
| 9e | Mathias Frank  | Suisse           | IAM Cycling                | + 3 min 44 s    |
| 10e | Adam Yates     | Royaume-Uni      | Orica-BikeExchange         | + 6 min 35 s    |

### Points attribués
| Sprint intermédiaire Andorre-la-Vieille (km 138) | Sprint intermédiaire Andorre-la-Vieille (km 138) | Sprint intermédiaire Andorre-la-Vieille (km 138) | Sprint intermédiaire Andorre-la-Vieille (km 138) | Sprint intermédiaire Andorre-la-Vieille (km 138) |
| ------------------------------------------------ | ------------------------------------------------ | ------------------------------------------------ | ------------------------------------------------ | ------------------------------------------------ |
|                                                  | Coureur                                          | Pays                                             | Équipe                                           | Point(s)                                         |
| 1er                                              | Peter Sagan                                      | Slovaquie                                        | Tinkoff                                          | 20                                               |
| 2e                                               | Thomas De Gendt                                  | Belgique                                         | Lotto-Soudal                                     | 17                                               |
| 3e                                               | Stef Clement                                     | Pays-Bas                                         | IAM                                              | 15                                               |
| 4e                                               | Rafał Majka                                      | Pologne                                          | Tinkoff                                          | 13                                               |
| 5e                                               | Diego Rosa                                       | Italie                                           | Astana                                           | 11                                               |
| 6e                                               | Jesús Herrada                                    | Espagne                                          | Movistar                                         | 10                                               |
| 7e                                               | Jérôme Coppel                                    | France                                           | IAM                                              | 9                                                |
| 8e                                               | Alexis Vuillermoz                                | France                                           | AG2R La Mondiale                                 | 8                                                |
| 9e                                               | Nicolas Edet                                     | France                                           | Cofidis                                          | 7                                                |
| 10e                                              | Thibaut Pinot                                    | France                                           | FDJ                                              | 6                                                |
| 11e                                              | Tony Gallopin                                    | France                                           | Lotto-Soudal                                     | 5                                                |
| 12e                                              | Tom Dumoulin                                     | Pays-Bas                                         | Giant-Alpecin                                    | 4                                                |
| 13e                                              | Rui Costa                                        | Portugal                                         | Lampre-Merida                                    | 3                                                |
| 14e                                              | Winner Anacona                                   | Colombie                                         | Movistar                                         | 2                                                |
| 15e                                              | Daniel Navarro                                   | Espagne                                          | Cofidis                                          | 1                                                |
| modifier                                         |                                                  |                                                  |                                                  |                                                  |

| Arrivée d'étape Andorre - Arcalis (km 184,5) | Arrivée d'étape Andorre - Arcalis (km 184,5) | Arrivée d'étape Andorre - Arcalis (km 184,5) | Arrivée d'étape Andorre - Arcalis (km 184,5) | Arrivée d'étape Andorre - Arcalis (km 184,5) |
| -------------------------------------------- | -------------------------------------------- | -------------------------------------------- | -------------------------------------------- | -------------------------------------------- |
|                                              | Coureur                                      | Pays                                         | Équipe                                       | Point(s)                                     |
| 1er                                          | Tom Dumoulin                                 | Pays-Bas                                     | Giant-Alpecin                                | 20                                           |
| 2e                                           | Rui Costa                                    | Portugal                                     | Lampre-Merida                                | 17                                           |
| 3e                                           | Rafał Majka                                  | Pologne                                      | Tinkoff                                      | 15                                           |
| 4e                                           | Daniel Navarro                               | Espagne                                      | Cofidis                                      | 13                                           |
| 5e                                           | Winner Anacona                               | Colombie                                     | Movistar                                     | 11                                           |
| 6e                                           | Thibaut Pinot                                | France                                       | IAM                                          | 10                                           |
| 7e                                           | George Bennett                               | Nouvelle-Zélande                             | Lotto NL-Jumbo                               | 9                                            |
| 8e                                           | Diego Rosa                                   | Italie                                       | Astana                                       | 8                                            |
| 9e                                           | Mathias Frank                                | Suisse                                       | IAM                                          | 7                                            |
| 10e                                          | Adam Yates                                   | Royaume-Uni                                  | Orica-BikeExchange                           | 6                                            |
| 11e                                          | Christopher Froome                           | Royaume-Uni                                  | Sky                                          | 5                                            |
| 12e                                          | Nairo Quintana                               | Colombie                                     | Movistar                                     | 4                                            |
| 13e                                          | Richie Porte                                 | Australie                                    | BMC Racing                                   | 3                                            |
| 14e                                          | Daniel Martin                                | Irlande                                      | Etixx-Quick Step                             | 2                                            |
| 15e                                          | Jesús Herrada                                | Espagne                                      | Movistar                                     | 1                                            |
| modifier                                     |                                              |                                              |                                              |                                              |

|   | Coureur      | Pays     | Équipe        | Secondes |
| - | ------------ | -------- | ------------- | -------- |
| 1 | Tom Dumoulin | Pays-Bas | Giant-Alpecin | 10 s     |
| 2 | Rui Costa    | Portugal | Lampre-Merida | 6 s      |
| 3 | Rafał Majka  | Pologne  | Tinkoff       | 4 s      |

### Cols et côtes
| Port de la Bonaigua (km 19) 1re catégorie (13,7 km à 6,1%) | Port de la Bonaigua (km 19) 1re catégorie (13,7 km à 6,1%) | Port de la Bonaigua (km 19) 1re catégorie (13,7 km à 6,1%) | Port de la Bonaigua (km 19) 1re catégorie (13,7 km à 6,1%) | Port de la Bonaigua (km 19) 1re catégorie (13,7 km à 6,1%) |
| ---------------------------------------------------------- | ---------------------------------------------------------- | ---------------------------------------------------------- | ---------------------------------------------------------- | ---------------------------------------------------------- |
|                                                            | Coureur                                                    | Pays                                                       | Équipe                                                     | Point(s)                                                   |
| 1er                                                        | Thibaut Pinot                                              | France                                                     | FDJ                                                        | 10                                                         |
| 2e                                                         | Thomas De Gendt                                            | Belgique                                                   | Lotto-Soudal                                               | 8                                                          |
| 3e                                                         | Rafał Majka                                                | Pologne                                                    | Tinkoff                                                    | 6                                                          |
| 4e                                                         | Stef Clement                                               | Pays-Bas                                                   | IAM                                                        | 4                                                          |
| 5e                                                         | Jesús Herrada                                              | Espagne                                                    | Movistar                                                   | 2                                                          |
| 6e                                                         | George Bennett                                             | Nouvelle-Zélande                                           | Lotto NL-Jumbo                                             | 1                                                          |
| modifier                                                   |                                                            |                                                            |                                                            |                                                            |

| Port del Cantó (km 87,5) 1re catégorie (19 km à 5,4%) | Port del Cantó (km 87,5) 1re catégorie (19 km à 5,4%) | Port del Cantó (km 87,5) 1re catégorie (19 km à 5,4%) | Port del Cantó (km 87,5) 1re catégorie (19 km à 5,4%) | Port del Cantó (km 87,5) 1re catégorie (19 km à 5,4%) |
| ----------------------------------------------------- | ----------------------------------------------------- | ----------------------------------------------------- | ----------------------------------------------------- | ----------------------------------------------------- |
|                                                       | Coureur                                               | Pays                                                  | Équipe                                                | Point(s)                                              |
| 1er                                                   | Thomas De Gendt                                       | Belgique                                              | Lotto-Soudal                                          | 10                                                    |
| 2e                                                    | Thibaut Pinot                                         | France                                                | FDJ                                                   | 8                                                     |
| 3e                                                    | Rafał Majka                                           | Pologne                                               | Tinkoff                                               | 6                                                     |
| 4e                                                    | Diego Rosa                                            | Italie                                                | Astana                                                | 4                                                     |
| 5e                                                    | Stef Clement                                          | Pays-Bas                                              | IAM                                                   | 2                                                     |
| 6e                                                    | Alexis Vuillermoz                                     | France                                                | AG2R La Mondiale                                      | 1                                                     |
| modifier                                              |                                                       |                                                       |                                                       |                                                       |

| Côte de la Comella (km 143) 2e catégorie (4,2 km à 8,2%) | Côte de la Comella (km 143) 2e catégorie (4,2 km à 8,2%) | Côte de la Comella (km 143) 2e catégorie (4,2 km à 8,2%) | Côte de la Comella (km 143) 2e catégorie (4,2 km à 8,2%) | Côte de la Comella (km 143) 2e catégorie (4,2 km à 8,2%) |
| -------------------------------------------------------- | -------------------------------------------------------- | -------------------------------------------------------- | -------------------------------------------------------- | -------------------------------------------------------- |
|                                                          | Coureur                                                  | Pays                                                     | Équipe                                                   | Point(s)                                                 |
| 1er                                                      | Thomas De Gendt                                          | Belgique                                                 | Lotto-Soudal                                             | 5                                                        |
| 2e                                                       | Diego Rosa                                               | Italie                                                   | Astana                                                   | 3                                                        |
| 3e                                                       | Thibaut Pinot                                            | France                                                   | FDJ                                                      | 2                                                        |
| 4e                                                       | Rafał Majka                                              | Pologne                                                  | Tinkoff                                                  | 1                                                        |
| modifier                                                 |                                                          |                                                          |                                                          |                                                          |

| Col de Beixalís (km 157) 1re catégorie (6,4 km à 8,5%) | Col de Beixalís (km 157) 1re catégorie (6,4 km à 8,5%) | Col de Beixalís (km 157) 1re catégorie (6,4 km à 8,5%) | Col de Beixalís (km 157) 1re catégorie (6,4 km à 8,5%) | Col de Beixalís (km 157) 1re catégorie (6,4 km à 8,5%) |
| ------------------------------------------------------ | ------------------------------------------------------ | ------------------------------------------------------ | ------------------------------------------------------ | ------------------------------------------------------ |
|                                                        | Coureur                                                | Pays                                                   | Équipe                                                 | Point(s)                                               |
| 1er                                                    | Thibaut Pinot                                          | France                                                 | FDJ                                                    | 10                                                     |
| 2e                                                     | Diego Rosa                                             | Italie                                                 | Astana                                                 | 8                                                      |
| 3e                                                     | George Bennett                                         | Nouvelle-Zélande                                       | Lotto NL-Jumbo                                         | 6                                                      |
| 4e                                                     | Mathias Frank                                          | Suisse                                                 | IAM                                                    | 4                                                      |
| 5e                                                     | Winner Anacona                                         | Colombie                                               | Movistar                                               | 2                                                      |
| 6e                                                     | Rafał Majka                                            | Pologne                                                | Tinkoff                                                | 1                                                      |
| modifier                                               |                                                        |                                                        |                                                        |                                                        |

| \| Andorre - Arcalis (km 184,5) Hors catégorie (10,1 km à 7,2%) \| Andorre - Arcalis (km 184,5) Hors catégorie (10,1 km à 7,2%) \| Andorre - Arcalis (km 184,5) Hors catégorie (10,1 km à 7,2%) \| Andorre - Arcalis (km 184,5) Hors catégorie (10,1 km à 7,2%) \| Andorre - Arcalis (km 184,5) Hors catégorie (10,1 km à 7,2%) \| \| ------------------------------------------------------------ \| ------------------------------------------------------------ \| ------------------------------------------------------------ \| ------------------------------------------------------------ \| ------------------------------------------------------------ \| \| \| Coureur \| Pays \| Équipe \| Point(s) \| \| 1er \| Tom Dumoulin \| Pays-Bas \| Giant-Alpecin \| 50 \| \| 2e \| Rui Costa \| Portugal \| Lampre-Merida \| 40 \| \| 3e \| Rafał Majka \| Pologne \| Tinkoff \| 32 \| \| 4e \| Daniel Navarro \| Espagne \| Cofidis \| 28 \| \| 5e \| Winner Anacona \| Colombie \| Movistar \| 24 \| \| 6e \| Thibaut Pinot \| France \| FDJ \| 20 \| \| 7e \| George Bennett \| Nouvelle-Zélande \| Lotto NL-Jumbo \| 16 \| \| 8e \| Diego Rosa \| Italie \| Astana \| 12 \| \| 9e \| Mathias Frank \| Suisse \| IAM \| 8 \| \| 10e \| Adam Yates \| Royaume-Uni \| Orica-BikeExchange \| 4 \| \| modifier \| \| \| \| \| |                |                  |                    |          |
| Andorre - Arcalis (km 184,5) Hors catégorie (10,1 km à 7,2%) |                |                  |                    |          |
| | Coureur        | Pays             | Équipe             | Point(s) |
| 1er | Tom Dumoulin   | Pays-Bas         | Giant-Alpecin      | 50       |
| 2e | Rui Costa      | Portugal         | Lampre-Merida      | 40       |
| 3e | Rafał Majka    | Pologne          | Tinkoff            | 32       |
| 4e | Daniel Navarro | Espagne          | Cofidis            | 28       |
| 5e | Winner Anacona | Colombie         | Movistar           | 24       |
| 6e | Thibaut Pinot  | France           | FDJ                | 20       |
| 7e | George Bennett | Nouvelle-Zélande | Lotto NL-Jumbo     | 16       |
| 8e | Diego Rosa     | Italie           | Astana             | 12       |
| 9e | Mathias Frank  | Suisse           | IAM                | 8        |
| 10e | Adam Yates     | Royaume-Uni      | Orica-BikeExchange | 4        |
| modifier |                |                  |                    |          |

## Classements à l'issue de l'étape

### Classement général
| \| Classement général \| Classement général \| Classement général \| Classement général \| Classement général \| \| Coureur \| Coureur \| Pays \| Équipe \| Temps \| \| ------------------ \| ------------------ \| ------------------ \| ------------------ \| ------------------ \| \| 1er \| Christopher Froome \| Royaume-Uni \| Team Sky \| 44 h 36 min 03 s \| \| 2e \| Adam Yates \| Royaume-Uni \| Orica-BikeExchange \| + 16 s \| \| 3e \| Dan Martin \| Irlande \| Etixx-Quick Step \| + 19 s \| \| 4e \| Nairo Quintana \| Colombie \| Movistar Team \| + 23 s \| \| 5e \| Joaquim Rodríguez \| Espagne \| Katusha \| + 37 s \| \| 6e \| Romain Bardet \| France \| AG2R La Mondiale \| + 44 s \| \| 7e \| Bauke Mollema \| Pays-Bas \| Trek-Segafredo \| + 44 s \| \| 8e \| Sergio Henao \| Colombie \| Team Sky \| + 44 s \| \| 9e \| Louis Meintjes \| Afrique du Sud \| Lampre-Merida \| + 55 s \| \| 10e \| Alejandro Valverde \| Espagne \| Movistar Team \| + 1 min 01 s \| |                    |                |                    |                  |
| |                    |                |                    |                  |
| Source : ProCyclingStats |                    |                |                    |                  |
| Classement général |                    |                |                    |                  |
| Coureur | Coureur            | Pays           | Équipe             | Temps            |
| 1er | Christopher Froome | Royaume-Uni    | Team Sky           | 44 h 36 min 03 s |
| 2e | Adam Yates         | Royaume-Uni    | Orica-BikeExchange | + 16 s           |
| 3e | Dan Martin         | Irlande        | Etixx-Quick Step   | + 19 s           |
| 4e | Nairo Quintana     | Colombie       | Movistar Team      | + 23 s           |
| 5e | Joaquim Rodríguez  | Espagne        | Katusha            | + 37 s           |
| 6e | Romain Bardet      | France         | AG2R La Mondiale   | + 44 s           |
| 7e | Bauke Mollema      | Pays-Bas       | Trek-Segafredo     | + 44 s           |
| 8e | Sergio Henao       | Colombie       | Team Sky           | + 44 s           |
| 9e | Louis Meintjes     | Afrique du Sud | Lampre-Merida      | + 55 s           |
| 10e | Alejandro Valverde | Espagne        | Movistar Team      | + 1 min 01 s     |

### Classement par points
| Classement par points | Classement par points | Classement par points | Classement par points | Classement par points |
| --------------------- | --------------------- | --------------------- | --------------------- | --------------------- |
|                       | Coureur               | Pays                  | Équipe                | Point(s)              |
| 1er                   | Mark Cavendish        | Royaume-Uni           | Dimension Data        | 204 points            |
| 2e                    | Peter Sagan           | Slovaquie             | Tinkoff               | 197 pts               |
| 3e                    | Marcel Kittel         | Allemagne             | Etixx-Quick Step      | 182 pts               |
| 4e                    | Bryan Coquard         | France                | Direct Énergie        | 112 pts               |
| 5e                    | Greg Van Avermaet     | Belgique              | BMC Racing            | 90 pts                |
| 6e                    | André Greipel         | Allemagne             | Lotto-Soudal          | 89 pts                |
| 7e                    | Michael Matthews      | Australie             | Orica-BikeExchange    | 77 pts                |
| 8e                    | Alexander Kristoff    | Norvège               | Katusha               | 74 pts                |
| 9e                    | Thomas De Gendt       | Belgique              | Lotto-Soudal          | 65 pts                |
| 10e                   | Edward Theuns         | Belgique              | Trek-Segafredo        | 64 pts                |
| modifier              |                       |                       |                       |                       |

### Classement du meilleur grimpeur
| Classement du meilleur grimpeur | Classement du meilleur grimpeur | Classement du meilleur grimpeur | Classement du meilleur grimpeur | Classement du meilleur grimpeur |
| ------------------------------- | ------------------------------- | ------------------------------- | ------------------------------- | ------------------------------- |
|                                 | Coureur                         | Pays                            | Équipe                          | Point(s)                        |
| 1er                             | Thibaut Pinot                   | France                          | FDJ                             | 80 points                       |
| 2e                              | Rafał Majka                     | Pologne                         | Tinkoff                         | 77 pts                          |
| 3e                              | Tom Dumoulin                    | Pays-Bas                        | Giant-Alpecin                   | 50 pts                          |
| 4e                              | Rui Costa                       | Portugal                        | Lampre-Merida                   | 40 pts                          |
| 5e                              | Thomas De Gendt                 | Belgique                        | Lotto-Soudal                    | 36 pts                          |
| 6e                              | Daniel Navarro                  | Espagne                         | Cofidis                         | 36 pts                          |
| 7e                              | Diego Rosa                      | Italie                          | Astana                          | 27 pts                          |
| 8e                              | Winner Anacona                  | Colombie                        | Movistar                        | 26 pts                          |
| 9e                              | George Bennett                  | Nouvelle-Zélande                | Lotto NL-Jumbo                  | 23 pts                          |
| 10e                             | Christopher Froome              | Royaume-Uni                     | Sky                             | 22 pts                          |
| modifier                        |                                 |                                 |                                 |                                 |

### Classement du meilleur jeune
| Classement général du meilleur jeune | Classement général du meilleur jeune | Classement général du meilleur jeune | Classement général du meilleur jeune | Classement général du meilleur jeune |
|                                      | Coureur                              | Pays                                 | Équipe                               | Temps                                |
| ------------------------------------ | ------------------------------------ | ------------------------------------ | ------------------------------------ | ------------------------------------ |
| 1er                                  | Adam Yates                           | Royaume-Uni                          | Orica-BikeExchange                   | en 44 h 36 min 19 s                  |
| 2e                                   | Louis Meintjes                       | Afrique du Sud                       | Lampre-Merida                        | + 39 s                               |
| 3e                                   | Warren Barguil                       | France                               | Giant-Alpecin                        | + 2 min 35 s                         |
| 4e                                   | Wilco Kelderman                      | Pays-Bas                             | Lotto NL-Jumbo                       | + 5 min 12 s                         |
| 5e                                   | Emanuel Buchmann                     | Allemagne                            | Bora-Argon 18                        | + 8 min 32 s                         |
| modifier                             |                                      |                                      |                                      |                                      |

### Classement par équipes
| Classement par équipes | Classement par équipes | Classement par équipes | Classement par équipes |
|                        | Équipe                 | Pays                   | Temps                  |
| ---------------------- | ---------------------- | ---------------------- | ---------------------- |
| 1re                    | Movistar               | Espagne                | en 133 h 49 min 31 s   |
| 2e                     | Sky                    | Royaume-Uni            | + 2 min 26 s           |
| 3e                     | BMC Racing             | États-Unis             | + 3 min 28 s           |
| 4e                     | Astana                 | Kazakhstan             | + 5 min 51 s           |
| 5e                     | AG2R La Mondiale       | France                 | + 24 min 13 s          |
| modifier               |                        |                        |                        |

## Abandons
- 31 -  Alberto Contador (Tinkoff) : abandon
- 108 -  Mark Renshaw (Dimension Data) : abandon
- 123 -  Matthieu Ladagnous (FDJ) : abandon
- 125 -  Cédric Pineau (FDJ) : abandon